# Charles Spalding Thomas
Charles Spalding Thomas (Darien, 6 dicembre 1849 – Denver, 24 giugno 1934) è stato un politico statunitense, governatore del Colorado dal 1899 al 1901 e senatore democratico per lo stato del Colorado dal 1913 al 1921.